# Quark strange
Il quark strange o quark strano (solitamente abbreviato in quark s) è un quark di seconda generazione con una carica di −(1/3)e e una stranezza di −1. È il quark più leggero dopo il quark up e il quark down, con una massa che si aggira tra i 90 e i 95 MeV/c2.
Vengono in genere chiamate particelle strane quelle che contengono almeno un quark strange. La prima particella strana  scoperta fu il kaone nel 1947, ma venne identificata come tale solo nel 1964 quando venne scoperto il quark strange e fu sviluppato il modello dei quark ad opera di Gell-Mann e Zweig.

## Adroni che contengono quark strange
Tra gli adroni che contengono quark strange si includono:
- I kaoni, mesoni che contengono un quark strange (o la sua antiparticella) e un quark down o up.
- I mesoni insipidi η ed η', combinazioni lineari di alcune coppie di quark-antiquark (includendo anche la coppia strange-antistrange).
- Il mesone insipido φ, un puro strange-antistrange.
- Alcuni iperoni, detti barioni strange: il Σ ed il Λ possiedono un quark strange, lo Ξ due, e l'Ω tre.

## La stranezza
In fisica delle particelle, la stranezza S è un numero quantico necessario per descrivere certe particelle a vita relativamente lunga. Esso è descritto come il numero degli anti-quark strani {\displaystyle {\overline {s}}} meno il numero dei quark strani {\displaystyle s} in una particella.
{\displaystyle S=n_{\overline {s}}-n_{s}}
Il motivo di questa definizione poco intuitiva risiede nel fatto che il concetto di stranezza è stato introdotto prima che fosse scoperta l'esistenza dei quark e per coerenza con la definizione originale il quark strano deve avere stranezza -1 mentre il relativo antiquark deve avere stranezza +1.